# Chiesa di Sant'Andrea (Storo)
La chiesa di Sant'Andrea, anche chiesa di Sant'Andrea Apostolo, è la chiesa cimiteriale di Storo, in Trentino. Fa parte della parrocchia di San Floriano e appartiene alla zona pastorale delle Giudicarie nell'arcidiocesi di Trento. Risale al XIV secolo.

## Storia
IL primo edificio religioso di Storo edificato sul sito è di epoca antecedente il XV secolo e attorno al 1445 venne ampliato e riconsacrato. Dello stesso periodo è la sua prima citazione ufficiale in un documento che riguarda un'altra chiesa di Storo, San Floriano.
Quando nel 1537 vi fu una visita del cardinale Bernardo Clesio la cappella svolgeva la funzione di sede per i disciplini, e tale situazione si mantenne sino al 1579.
Nel XVII secolo la piccola chiesa venne ampliata e ristrutturata e dalla metà del secolo successivo iniziò l'erezione della torre campanaria. In quel periodo viene citato per la prima volta il camposanto attorno alla chiesa, che tuttavia era certamente presente già da circa un secolo.

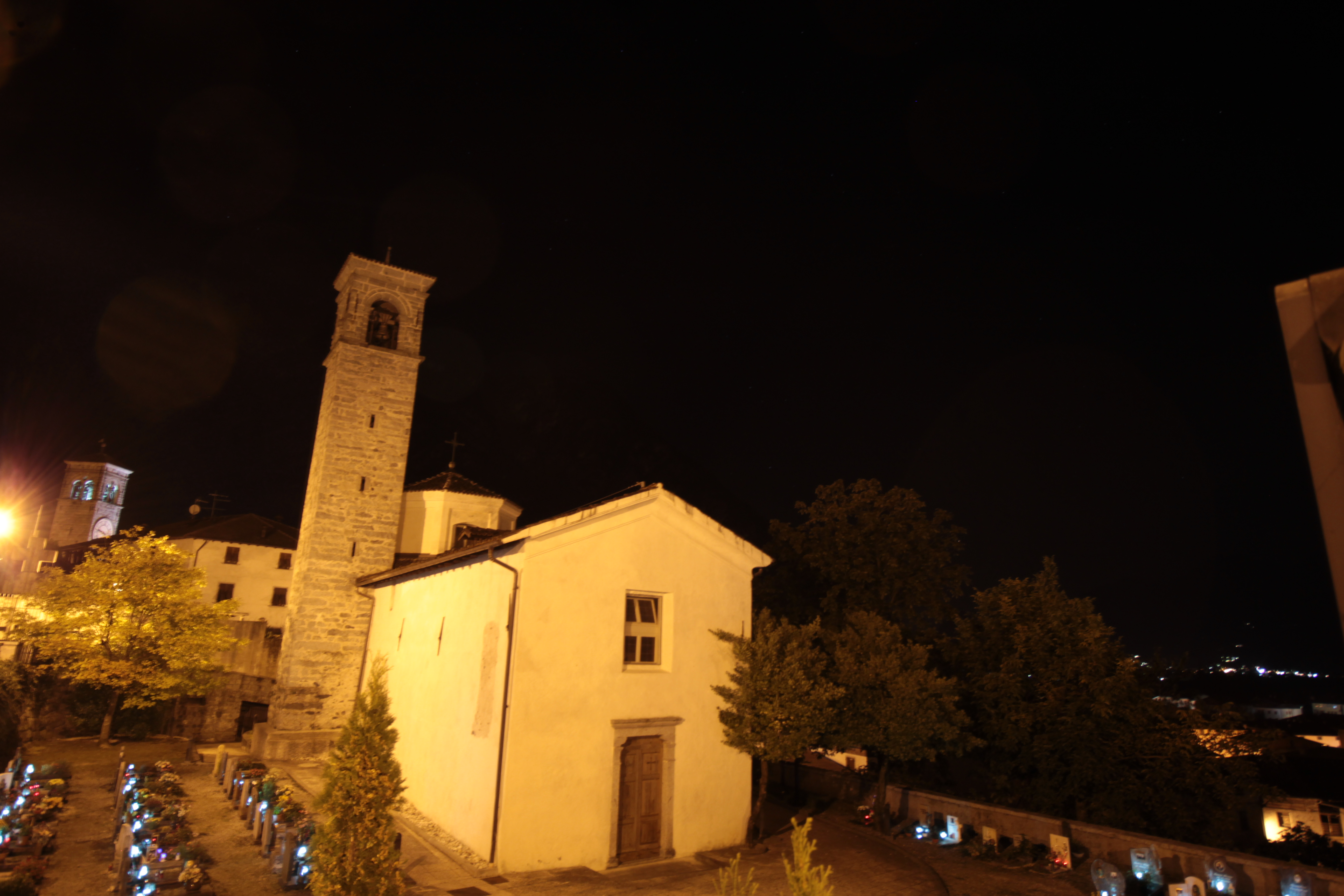
Immagine in notturna della chiesa

Proseguirono poi i lavori di ampliamento sia del cimitero sia della chiesa, e venne costruita una sacrestia.
Nella seconda metà del XIX secolo vari eventi bellici portarono ad utilizzi per scopi militari dell'edificio e si resero necessari diversi interventi di restauro e riparazione.
A partire dal 1973 Sant'Andrea Apostolo fu interessato ad un ciclo di nuovi restauri conservativi con risanamento delle coperture, revisione degli intonaci, adattamento della sacrestia a camera mortuaria, consolidamento statico, risanamento dall'umidità e recupero di alcuni affreschi che col tempo erano stati coperti.

## Descrizione

### Esterni
La piccola chiesa si trova a poca distanza dalla parrocchiale di San Floriano circondata dal cimitero della comunità. La facciata a capanna con due spioventi è molto semplice, col portale architravato sormontato in asse dalla finestra rettangolare che porta luce alla sala. La torre campanaria si alza in posizione arretrata sulla sinistra e la sua cella si apre con quattro finestre a monofora.

### Interni
La navata interna è unica con volta a crociera e il presbiterio è leggermente rialzato.
Di interesse storico ed artistico sono gli affreschi ancora in parte conservati nella sala come i frammenti della raffigurazione di San Cristoforo probabilmente dipinto in origine sulla facciata dell'edificio primitivo. Visibili inoltre San Giorgio l'Ultima Cena in parte dell'intonaco. La pala dell'altare maggiore è stata dipinta da Jacopo Palma il Giovane nel 1617 ed è conservata nella chiesa parrocchiale, come la raffigurazione della Madonna nera in stile bizantino.